# Brachypteraciidae
Los braquipterácidos (Brachypteraciidae) son una pequeña familia de aves coraciiformes que comprende las carracas terrestres, aves no migratorias restringidas a Madagascar.
Pertenecen al mismo orden que los martines pescadores, los abejarucos y las carracas. Se parecen mucho más a las últimas, por lo que algunas veces son consideradas de la misma familia, Coraciidae. Comparten con ese grupo la constitución y tamaño similares a los de un cuervo y cazan también reptiles y grandes insectos. Pero son mucho más apegadas al suelo, lo que se refleja en las piernas más largas y las alas más cortas y redondeadas, y reciben por eso el nombre de carracas terrestres.
No tienen la apariencia tan colorida de las verdaderas carracas, sino que tienen apariencia más apagada. Son mucho más evasivas y tímidas que sus parientes, y normalmente son difíciles de encontrar en los bosques malgaches. A menudo lo único que permite conocer su presencia es el ulular del reclamo en el cortejo.
Estas aves anidan como parejas solitarias en cavidades que ellas mismas excavan, a diferencia de las verdaderas carracas, las que raramente anidan en huecos en la tierra, e incluso en ese caso no lo excavan ellas mismas.
Los análisis de las secuencias de ADN mitocóndrico confirmaron la sistemática establecida del grupo, pero indicaron que la fusión de Geobiastes dentro de Brachypteracias, como se hizo desde la década de 1960, debe revertirse al menos hasta que una revisión más abarcadora (por ejemplo apoyada por el estudio de fósiles) sea posible (Kirchman et al., 2001). No existe actualmente ningún registro fósil de Brachypteraciidae; restos del Eoceno de Europa que en un principio se asignaron a esta familia fueron luego reconocidos como muy diferentes (Mayr & Mourer-Chauviré 2000). Por el momento no existe ninguna indicación de que Brachypteraciidae haya existido nunca en ningún otro lugar fuera de Madagascar Mayr & Mourer-Chauviré, 2001).

## Géneros y especies
La familia incluye cuatro géneros y cinco especies:
- Brachypteracias leptosomus - carraca terrestre paticorta
- Geobiastes squamiger - carraca terrestre escamosa
- Uratelornis chimaera - carraca terrestre colilarga
- Atelornis pittoides - carraca terrestre cabeciazul
- Atelornis crossleyi - carraca terrestre cabecirrufa